# Lúčka (powiat Sabinov)
Lúčka (węg. Fazekasrét, niem. Wieschen) – wieś (obec) na Słowacji, w kraju preszowskim, w powiecie Sabinov. Pierwsza pisemna wzmianka o miejscowości pochodzi z roku 1323.